# Trey Porter
Trey Porter (Dumfries, Virginia, 24 de junio de 1996) es un baloncestista estadounidense que pertenece a la plantilla del Altiri Chiba de la B.League de Japón. Con 2,11 metros de estatura, juega en la posición de ala-pívot. 

## Trayectoria deportiva

### Universidad
Jugó una temporada con los Patriots de la Universidad George Mason, en las que apenas tuvo participación en el equipo. En 2015 pidió ser transferido a los Monarchs de la Universidad Old Dominion, donde, tras la temporada en blanco que impone la NCAA, jugó dos temporadas en las que promedió 9,9 puntos, 5,5 rebotes y 1,4 tapones por partido,
Tras graduarse, jugó una cuarta temporada con los Wolf Pack de la Universidad de Nevada, en la que promedió 7,2 puntos y 4,7 rebotes por encuentro.

### Profesional
Tras no ser elegido en el Draft de la NBA de 2019, en agosto firmó su primer contrato profesional con el equipo húngaro del Atomerőmű SE, donde únicamente disputó dos partidos antes de ser cortado. Poco después, el 12 de octubre, fichó por el Duzce Belediye de la TBL, la segunda división turca, Jugó trece partidos, todos como titular, en los que promedió 14,7 puntos y 10,8 rebotes.
Mediada la temporada cambió de equipo de la misma liga, para fichar por el Torku Konyaspor B.K., donde hasta el parón por la pandemia de coronavirus promedió 12,1 puntos y 10,0 rebotes por partido.